# Audriana Fitzmorris
Audriana Margaret Fitzmorris (* 30. Oktober 1997 in Overland Park, Kansas) ist eine US-amerikanische Volleyballspielerin.

## Karriere
Fitzmorris ist die Tochter zweier professioneller Basketballspieler. Sie begann ihre Karriere an der St. James Academy in Lenexa. Mit dem Team gewann sie 2012, 2013 und 2015 die Meisterschaft von Kansas. Mit der Junioren-Nationalmannschaft der Vereinigten Staaten gewann sie 2012 die NORCECA-Meisterschaft in Tijuana. Bei der U18-Weltmeisterschaft 2013 in Thailand stand sie im Finale und wurde als beste Mittelblockerin ausgezeichnet. 2014 wurde sie in Guatemala erneut NORCECA-Meisterin der Junioren. Von 2016 bis 2019 studierte sie an der Stanford University. Mit der Universitätsmannschaft gewann die Diagonalangreiferin 2016, 2018 und 2019 die NCAA-Meisterschaft. 2020 wurde Fitzmorris zunächst vom deutschen Bundesligisten Dresdner SC verpflichtet. Wegen einer Operation an Hüfte und Schulter löste der Verein den Vertrag aber im August auf.
Nach ihrer Genesung spielte Fitzmorris von 2021 bis 2024 bei den europäischen Vereinen VBC Cheseaux, AO Markopoulo und Volley Bergamo. Seit Januar 2025 spielt sie in der neugeschaffenen US-amerikanischen Liga LOVB in Omaha.